# Sölve Welin

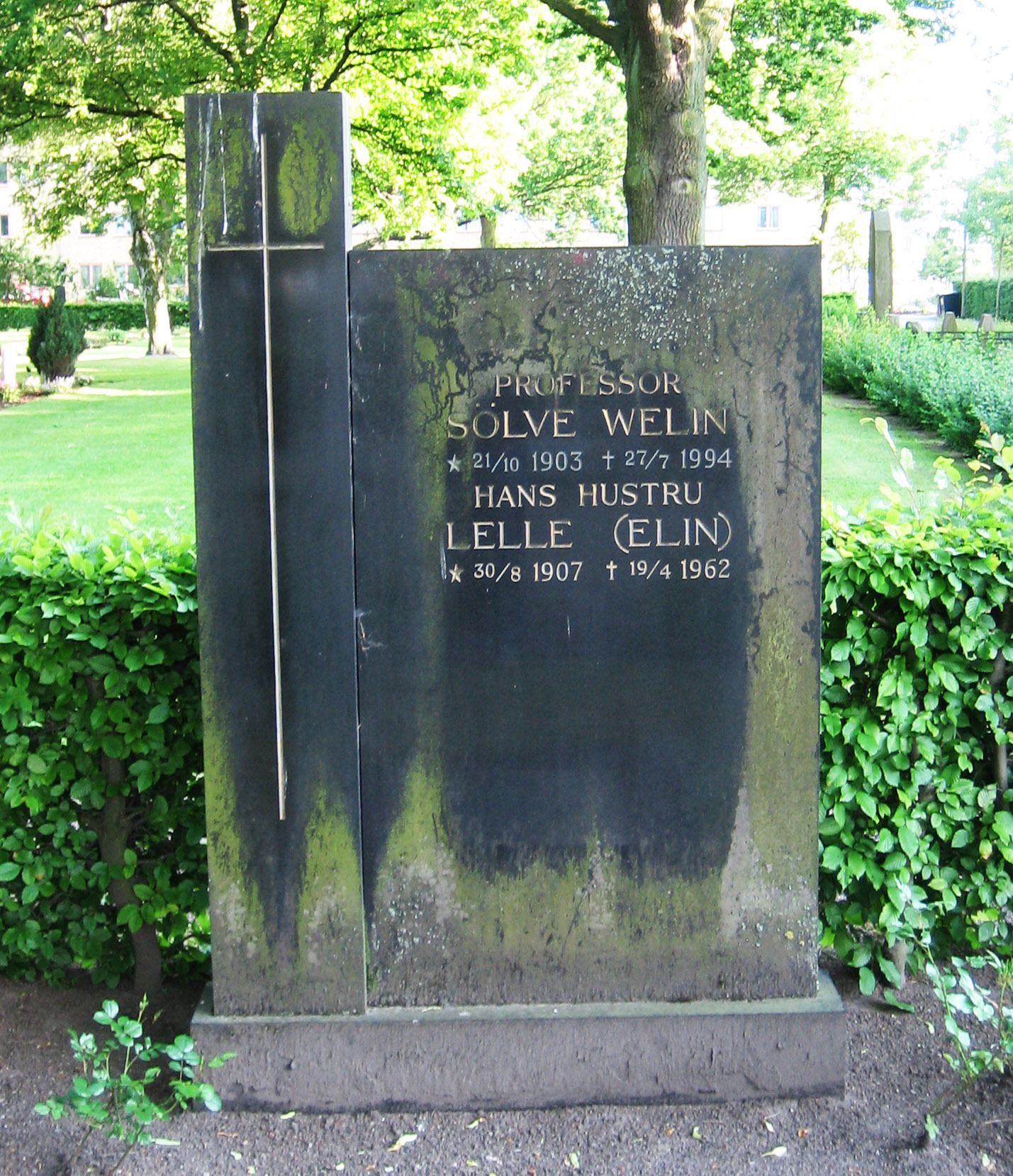
Sölve Welins gravsten på S:t Pauli södra kyrkogård i Malmö.

Carl Sölve Halvard Welin, född den 21 oktober 1903 i Halmstad, död den 27 juli 1994, var en svensk röntgenläkare och professor i diagnostisk radiologi vid Lunds universitet.
Welin var den förste att inneha professuren i Lund, som inrättades 1957. Welin gjorde väsentliga insatser inom främst gastrointestinal radiologi. Hans efterträddes av Erik Boijsen och Tord Olin. Han var även inspector vid Hallands nation. Sölve Welin utvecklade den internationellt berömda Malmö- eller Welinmetoden vid undersökningar av tarmen. I denna metod försåg man tarmen med vit kontrastvätska, och sedan sprutade man i luft i tarmen, varvid även små förändringar, till exexempel små polyper, kunde upptäckas vid röntgen. Det var på sin tid en banbrytande metod i diagonostiseringen av sjukdomar och förändringar i tarmen.
Welin var gift med Elin Welin (1907–1962), och parets gravvård återfinns på S:t Pauli södra kyrkogård i Malmö.